# Martin Rees
Martin John Rees, Ludlow bárója OM a Royal Society tagja (York 1942. június 23. –) brit csillagász és kozmológus. 1995 óta Királyi csillagász. 2005 és 2010 között a Royal Society elnöke.

## Kitüntetések, díjak
- Heineman Prize (1984)
- Királyi Csillagászati Társaság Aranyérme (1987)
- Balzan díj (1989) a nagyenergiás asztrofizikai kutatásokért
- Knight Bachelor (1992)
- Bruce-érem (1993)
- Bruno Rossi Prize (2000)
- Gruber Prize in Cosmology (2001)
- Henry Norris Russell Lectureship of the American Astronomical Society (2004)
- Lifeboat Foundation's Guardian Award (2004)
- A Royal Society Michael Faraday díja (2004)
- Life Peerage (2005)
- James E. Gunn-nal és James Peebles-szel közösen a Svéd Királyi Tudományos Akadémia Crafoord-díja (2005)
- Order of Merit-the personal gift of The Queen (2007)
- A National Maritime Museum Caird Medalja (2007)
- Templeton Prize (2011)
- A Norvég Tudományos Akadémia tagja[2]
- A Campaign for Science and Engineering[3] tanácsadó testületének tagja

## Publikációk
- Cosmic Coincidences: Dark Matter, Mankind, and Anthropic Cosmology (coauthor John Gribbin), 1989, Bantam, ISBN 0-553-34740-3
- New Perspectives in Astrophysical Cosmology, 1995, ISBN 0-521-64544-1
- Gravity's Fatal Attraction: Black Holes in the Universe, 1995, ISBN 0-7167-6029-0, 2nd edition 2009, ISBN 0-521-71793-0
- Before the Beginning – Our Universe and Others, 1997, ISBN 0-7382-0033-6
- Just Six Numbers: The Deep Forces That Shape the Universe, 2000, ISBN 0-465-03673-2
- Our Cosmic Habitat, 2001, ISBN 0-691-11477-3
- Our Final Hour: A Scientist's Warning: How Terror, Error, and Environmental Disaster Threaten Humankind's Future In This Century—On Earth and Beyond (UK title: Our Final Century: Will the Human Race Survive the Twenty-first Century?), 2003, ISBN 0-465-06862-6
- What We Still Don't Know' ISBN 978-0713998214 yet to be published

## Magyarul
- A kezdetek kezdete. Világegyetemek titkai; ford. Márkus János; Athenaeum, Bp., 1999
- Csak hat szám. Az univerzumot kialakító erők; ford. Gajzágó Éva; Vince, Bp., 2001 (Világ-egyetem)
- Kozmikus otthonunk. Miért éppen ilyen a világmindenség?; ford. Márkus János; Akkord, Bp., 2003 (Talentum tudományos könyvtár)
- Ütött az utolsó óránk?; ford. Márkus János; Athenaeum 2000, Bp., 2004 (Világegyetemek titkai)
- Univerzum. A világegyetem képes enciklopédiája; szerk. Martin Rees, ford. Both Előd et al.; Ikar, Bp., 2006
- A jövőről; ford. Both Előd; Akkord, Bp., 2020 (Talentum tudományos könyvtár)